# ミッツ・マングローブのかしこラジオ
『ミッツ・マングローブのかしこラジオ』は、MBSラジオで2023年度のナイターシーズンオフ期間中の2023年11月9日から2024年3月28日まで「不惑のMラジ」枠の毎週木曜18:00 - 20:00に生放送されていたラジオ番組。愛称は『しこラジ』

## 概要
同番組は昭和・平成の音楽やテレビをこよなく愛し、メインパーソナリティを務めるミッツ・マングローブが至極の音楽とカルチャートークで、リスナーの感性を目覚めさせる番組でミッツのパートナーには個性豊かなMBSアナウンサーが週替わりで登場する。
放送後は毎週番組の公式YouTubeに権利関係が複雑な音楽部分をカットした放送内容が配信されており、過去のアーカイブ放送を聴くことができる。また、放送内容の配信から数日後には生放送終了後のミッツとその回を担当したMBSアナウンサーとの「しこラジ 賢者タイム」と題したアフタートークの模様も続けて配信される。
ミッツは活動の拠点を東京に置いているが、番組は東京都赤坂の赤坂Bizタワー28階にあるMBS東京支社のラジオスタジオからではなく茶屋町のMBS大阪本社のラジオスタジオから生放送されているため当番組の生放送が実施されている木曜日は東海道新幹線に乗車して来阪しているが2024年1月4日・2月29日放送分はミッツ自身の都合により、ミッツの自宅とMBS大阪本社のラジオスタジオをZOOMで繋いで実施された。さらに、当番組出演翌日の毎週金曜日には当番組の開始前からレギュラー出演し、TOKYO MXで制作・生放送されている5時に夢中!に出演しているため当番組の生放送終了後すぐに帰京する。
3月19日に実施されたMBSラジオの改編会見において『茶屋町ヤマヒロ会議』の終了に伴い、4月から「ミッツ・マングローブのOSAKA・ん!メガミックス」に番組タイトルを変更して新たに開始することが発表された。事実上の後継番組として放送されることになる。
放送曜日はそのままであるが放送時間が『茶屋町ヤマヒロ会議』が放送されている（15:00 - ナイターオフは18:00、ナイターシーズンは17:54）枠に移動することになった。

## 放送時間
毎週木曜 18:00 - 20:00

## 出演者
- ミッツ・マングローブ
- MBSアナウンサー（出演時点）
  - 担当者は以下の通り。基本として週替わりで1名が出演していたが、一部のアナウンサーは複数回にわたって担当している。
- 2023年
  - 11月9日：金山泉
  - 11月16日：亀井希生
  - 11月23日：福島暢啓
  - 11月30日：川地洋平
  - 12月7日：野嶋紗己子[1]
  - 12月14日：関岡香
  - 12月21日：馬野雅行
  - 12月28日：休止[2]

- 2024年
  - 1月4日：古川圭子[3]
  - 1月11日：亀井希生[4]
  - 1月18日：近藤亨
  - 1月25日：福島暢啓
  - 2月1日：西靖
  - 2月8日：井上雅雄
  - 2月15日：武川智美[5]
  - 2月22日：亀井希生
  - 2月29日：上田悦子
  - 3月7日：上泉雄一[6]
  - 3月14日：馬野雅行
  - 3月21日：松井愛[7]
  - 3月28日（最終回）：亀井希生

## 主なコーナー
- 「大阪かしこニュース」
  - 関西に縁がないミッツに毎週極めて細かい関西に特化したニュースを紹介するコーナー。
- 「しこラジプレイバックカルチャー」
  - 80年代から90年代のカルチャーからどんなものが流行ったか、CM、流行語、資料をもとに毎週1年ごとに振り返るコーナーでコーナーの終盤にはミッツ自身が作成したその年の流行曲をメドレーで流す。
- 「ぽちっと♪Mラジ普及懇談会」
  - radikoのエリアフリーで番組を聴くほどラジオが好きなミッツにMBSラジオで放送されている番組の中から1つ取り上げてその番組の魅力について紹介するコーナーで、ミッツはどれぐらいその番組を聴きたくなったかを3段階で評価する。当コーナーは不定期に実施されていた。